# Under Secretary of State for Arms Control and International Security Affairs
Der Under Secretary for Arms Control and International Security Affairs ist ein Amt im Außenministerium der Vereinigten Staaten.

## Geschichte des Amtes

Organigramm: Die administrative Gliederung des Außenministeriums (englisch)

Der US-Kongress bevollmächtigte den US-Präsidenten durch das Auswärtige Unterstützungsgesetz von 1971 (Foreign Assistance Act of 1971) nach der Beratung und der Zustimmung des US-Senats einen Beamten für die Belange der Koordinierung der Sicherheitsunterstützungsprogramme der Regierung zu ernennen. Aufgrund dieses Gesetzes berief der Präsident die nachfolgenden Amtsinhaber als Under Secretaries of State for Coordinating Security Assistance Programs. Am 22. August 1977 wurde die Amtsbezeichnung von Under Secretary for Security Assistance in Under Secretary for Security Assistance, Science, and Technology geändert, ehe am 30. April 1990 eine Änderung der Bezeichnung in Under Secretary for International Security Affairs erfolgte. Zusätzlich zur Koordinierung für die US-amerikanischen Sicherheitsbeistandsprogramme wurden mit dieser Position zeitweilig auch andere Zuständigkeiten verbunden wie zum Beispiel die nukleare Abrüstung, die Kontrolle der Transfers technologischer und strategischer Güter sowie die Koordinierung internationaler Kommunikationspolitik. Zuletzt erhielt die Position am 12. Mai 1994 die heutige Amtsbezeichnung Under Secretary of State for Arms Control and International Security Affairs.
Der Under Secretary of State for Arms Control and International Security Affairs ist Leiter der Abteilung für Rüstungskontrolle und Internationale Sicherheitsangelegenheiten und damit Leitender Berater des Präsidenten und des US-Außenministers in Fragen der Rüstungskontrolle, des Atomwaffensperrvertrags sowie der Abrüstung. In dieser Funktion nimmt er nach Weisung des Präsidenten an Sitzungen des Nationalen Sicherheitsrates NSC (US National Security Council) sowie nachgeordneten Besprechungen zu den Themen Rüstungskontrolle, Atomwaffensperrvertrag sowie Abrüstung teil und hat über den Außenminister das Recht zur Kommunikation mit dem Präsidenten und den Mitgliedern des NSC in Angelegenheiten der Rüstungskontrolle, des Atomwaffensperrvertrags sowie der Abrüstung. Zugleich leitet er den behördlichen politischen Prozess der Nichtverbreitung von Atomwaffen und lenkt die globale US-amerikanische Sicherheitspolitik, insbesondere auf den Gebieten der Nichtverbreitung von Atomwaffen, Rüstungskontrolle, regionale Sicherheit und Verteidigungsbeziehungen sowie Rüstungslieferungen und Sicherheitsbeistandschaft. Dadurch liefert er die politische Ausrichtung auf den Gebieten:
- Nichtverbreitung von Atomwaffen einschließlich der Lenkflugkörper und atomaren Waffen, aber auch die Verbreitung chemischer, biologischer und konventioneller Waffen,
- Rüstungskontrolle einschließlich Verhandlung, Ratifizierung, Verifizierung, Einhaltung und Einführung von Abkommen über strategische, nichtkonventionelle und konventionelle Streitkräfte,
- regionale Sicherheit und Verteidigungsbeziehungen, einschließlich der politischen Betrachtung US-amerikanischer Sicherheitsvereinbarungen und Verwendung US-amerikanischer militärischer Verbände für unilaterale und internationale Einsätze bei Friedensmissionen,
- Waffenlieferungen, Sicherheitsbeistandsprogramme und Waffenlieferungspolitik.

Durch die Delegierung des Außenministers übernimmt der Under Secretary of State weitreichende Funktionen aufgrund des Auswärtigen Unterstützungsgesetzes (Foreign Assistance Act), des Waffenexportkontrollgesetzes (Arms Export Control Act) und verwandter Vorschriften wahr. Zum Zuständigkeitsbereich seiner Abteilung gehören der Leiter der Unterabteilung für Internationale Sicherheit und Nichtverbreitung von Atomwaffen (Assistant Secretary of State for International Security and Nonproliferation), der Leiter der Unterabteilung für Politisch-Militärische Angelegenheiten (Assistant Secretary of State for Political-Military Affairs) und der Leiter der Unterabteilung für Waffenkontrolle, Verifikation und Beachtung (Assistant Secretary of State for Arms Control, Verification, and Compliance).

## Amtsinhaber

### Liste derUnder Secretaries of State for International Security Affairs, 1972–1993
| Name                   | Beginn der Amtszeit | Ende der Amtszeit  | Amtierender US-Präsident |
| ---------------------- | ------------------- | ------------------ | ------------------------ |
| Curtis W. Tarr         | 2. Mai 1972         | 25. November 1973  | Richard Nixon            |
| William H. Donaldson   | 26. November 1973   | 10. Mai 1974       | Richard Nixon            |
| Carlyle E. Maw         | 10. Juli 1974       | 17. September 1976 | Gerald Ford              |
| Lucy W. Benson         | 28. März 1977       | 5. Januar 1980     | Jimmy Carter             |
| Matthew Nimetz         | 21. Februar 1980    | 5. Dezember 1980   | Jimmy Carter             |
| James L. Buckley       | 28. Februar 1981    | 20. August 1982    | Ronald Reagan            |
| William Schneider, Jr. | 9. September 1982   | 31. Oktober 1986   | Ronald Reagan            |
| Ed Derwinski           | 24. März 1987       | 21. Januar, 1989   | Ronald Reagan            |
| Reginald Bartholomew   | 20. April 1989      | 7. Juli 1992       | George Bush              |
| Frank G. Wisner        | 20. Juli 1992       | 19. Januar 1993    | George Bush              |

### Liste derUnder Secretaries of State for Arms Control and International Security, seit 1993
| Name                    | Beginn der Amtszeit | Ende der Amtszeit | Amtierender US-Präsident |
| ----------------------- | ------------------- | ----------------- | ------------------------ |
| Lynn E. Davis           | 1. April 1993       | 8. August 1997    | Bill Clinton             |
| John D. Holum           | 7. August 2000      | 11. Mai 2001      | Bill Clinton             |
| John R. Bolton          | 11. Mai 2001        | 31. Juli 2005     | George W. Bush           |
| Robert Joseph           | 1. Juni 2005        | 2. März 2007      | George W. Bush           |
| John Rood               | 26. September 2007  | 20. Januar 2009   | George W. Bush           |
| Ellen Tauscher          | 26. Juni 2009       | 7. Februar 2012   | Barack Obama             |
| Rose Gottemoeller       | 7. Februar 2012     | 12. Oktober 2016  | Barack Obama             |
| Andrea L. Thompson      | 30. April 2018      | 20. Oktober 2019  | Donald Trump             |
| Christopher Ashley Ford | 21. Oktober 2019    | 8. Januar 2021    | Donald Trump             |
| Marshall Billingslea    | 11. Januar 2021     | 20. Januar 2021   | Donald Trump             |
| C.S. Eliot Kang         | 20. Januar 2021     | 21. Juli 2021     | Joe Biden                |
| Bonnie Jenkins          | 22. Juli 2021       | 31. Dezember 2024 | Joe Biden                |
| C.S. Eliot Kang         | 1. Januar 2025      | 20. Januar 2025   | Joe Biden                |
| Brent T. Christensen    | 20. Januar 2025     |                   | Donald Trump             |